# Reinhardt Heinen
Reinhardt Heinen (* 23. Oktober 1954; † 31. Januar 2025 in Krefeld) war ein deutscher Künstler.

## Leben
Nach dem Abitur studierte Heinen Kunst, Kunstwissenschaft und Theologie in Duisburg, Köln und Düsseldorf. Sein erstes Staatsexamen legte er 1978 ab und sein zweites Staatsexamen 1979. Danach war er zunächst als Kunst- und Religionslehrer tätig. Heinen arbeitete später vor allem als Videokünstler, Kameramann und malte in Aquarell-Technik. Von 1983 bis 1985 war er als anatomischer Zeichner für das Anatomische Institut der Universität Düsseldorf beschäftigt. Wiederholt war Heinen auch als Restaurator tätig.
Heinen wurde von der Galerie Inge Baecker in Bad Münstereifel vertreten.

## Ausstellungen (Auswahl)
- 1977 / 78: Universität Duisburg
- 1978 / 79: Stiftung „Fondazione Sinaide Ghi“, Rom, Einzelausstellung anlässlich der Verleihung des 1. Preises für Aquarellmalerei
- 1979: Gruppenausstellung Lehmbruck-Museum, Duisburg
- 1996: Stadtmuseum Düsseldorf, Einzelausstellung anlässlich der Verleihung des Carl-Lauterbach-Kunstpreises Düsseldorf
- 2005: Maternushaus, Köln, „Licht und Transparenz“
- 2006: Stadtarchiv Krefeld, „Niederrheinische Landschaften“
- 2010: Gruppenausstellung des Willicher Kunstvereins im Kulturzentrum Willich
- 2011: Gruppenausstellung des Willicher Kunstvereins im Kulturzentrum Willich[4]

## Auszeichnungen
- 1978: Hochschulpreis der Universität Duisburg für die 1. Staatsarbeit
- 1978: 1. Preis für Aquarellmalerei bei der internationalen Ausschreibung der Stiftung „Fondazione Sinaide Ghi“, Rom, Italien
- 1990: German Special Award beim 13. Video-Festival Tokyo für das Video „Die Sternsucher“, Japan
- 1992: German Special Award beim 15. Video-Festival Tokyo für das Video „Hau Ruck“, Japan
- 1994: Nominierung für den „Internationalen Deutschen Videokunstpreis“ Baden-Baden
- 1995: German Special Award beim 17. Video-Festival Tokyo für das Video „Appetite“, Japan
- 1996: Nominierungen für den „Internationalen Deutschen Videokunstpreis“ Baden-Baden
- 1996: German Special Award beim 18. Video-Festival Tokyo für das Video „Woman in Cyber“, Japan
- 1996: Premio Especial beim 20. Ciclo Internacional de Cine Submarino de San Sebastian, für das Video „Spuren“, Spanien
- 2001: 2. Carl-Lauterbach-Preis 2001 für Aquarell-Malerei. Thema: „Das Fremde“
- 2004: Förderpreis der „Eschweiler-Stiftung“, Köln